# Дарасун (станція)
Дарасун (рос. Дарасун) — станція Читинського регіону Забайкальської залізниці Росії, розташована на дільниці Заудинський — Каримська між станціями Маккавеєво (відстань — 10 км) і Туринська (10 км). Відстань до ст. Заудинський — 615 км, до ст. Каримська — 30 км.